# Squackett
Squackett — совместный музыкальный проект Стива Хэкетта (ex-Genesis) и Криса Сквайра (Yes).

## История
Музыканты впервые встретились в Лос-Анджелесе, когда Хэккет вместе со Стивом Хау записывали альбом GTR.
Идея записать совместный альбом родилась у музыкантов в 2006 году, когда они снова встретились на записи сольного альбома Сквайра Chris Squire's Swiss Choir. После этого они встречались в студии ещё, в частности Сквайр участвовал в записи нескольких сольных альбомов Хэкетта.
Первый сингл Sea of Smiles был выпущен 21 апреля 2012 года. А дебютный альбом группы A Life Within A Day вышел 29 мая на лейбле Esoteric Antenna.

## Дискография
- 2012: A Life Within A Day